# Эйткин (город, Миннесота)
Эйткин (англ. Aitkin) — город в округе Эйткин, штат Миннесота, США. На площади 4,5 км² (4,5 км² — суша, водоёмов нет), согласно переписи 2002 года, проживают 1984 человека. Плотность населения составляет 444,1 чел./км². 
- Телефонный код города — 218
- Почтовый индекс — 56431
- FIPS-код города — 27-00460[1]
- GNIS-идентификатор — 0639235[2]